# Dorstone
Dorstone – wieś w Anglii, w hrabstwie Herefordshire. Leży 20 km na zachód od miasta Hereford i 208 km na zachód od Londynu. Miejscowość liczy 200 mieszkańców.